# アイスン・オズベク
アイスン・オズベク（Aysun Özbek、女性、1977年3月18日 - ）は、トルコのバレーボール選手。イスタンブール出身。ポジションはミドルブロッカー。元トルコ代表。

## 来歴
1999年、トルコ代表に初選出される。2003年に地元で開催された欧州選手権ではレギュラーとして活躍し、銀メダルを獲得した。同年11月のワールドカップでは7位となった。
2005年、地中海競技大会で金メダルを獲得した。2006年の世界選手権に出場した。2007-08シーズンに所属していたワクフバンクでは2007/08 Challenge Cupにて優勝へ導き、自身もMVPに輝いた。

## 球歴
- 世界選手権 - 2006年（10位）
- ワールドカップ - 2003年（7位）
- 欧州選手権 - 2003年（2位）、2005年（6位）、2007年（10位）

## 受賞歴
- 2008年 2007/08 Challenge Cup MVP

## 所属クラブ
- フェネルバフチェ（1990-1996年）
- VakıfBank Spor Kulübü（1996-2000年）
- Vakıfbank Istanbul（2000-2008年）
- エジザージュバシュ・ヴィトラ（2009-2010年）